# Qin Er Shi
Qin Er Shi (秦二世; Qín Èrshì) eller Andra kejsaren av Qin, född 230 f.Kr., död 207 f.Kr., personnamn Ying Huhai (嬴胡亥), var den andra kejsaren av den kinesiska Qindynastin. Qin Er Shi regerade från 210 f.Kr. till 207 f.Kr..
Ying Huhai var son till Kinas första kejsare Qin Shi Huangdi. Vem hans mor var är inte känt. Efter en konspiration initierad av eunucken Zhao Gao under Qin Shi Huangdis femte inspektionsresa förfalskade försteminister Li Si, Zhao Gao och Ying Huhai tronföljden, och efter Qin Shi Huangdis död 210 f.Kr. tillträdde Ying Huhai som kejsar Qin Er Shi i stället för den tilltänkta kronprinsen Fu Su. Fu Su och den framgångsrika generalen Meng Tian beordrades begå självmord för lojalitetsbrott.

## Etableringen av makten
Li Si fortsatte liksom i föregående hov som försteminister och Zhao Gao blev palatschef i det nya hovet. För att befästa sin makt begav sig Qin Er Shi genast ut på inspektionsresa i landet likt hans föregångare. Resan gick öster ut till berget Kuaijiberget (会稽山) (vid Shaoxing i Zhejiang). Vid berget hade Qin Shi Huangdi på sin sista resa rest en stele, och Qin Er Shi gjorde nya inskriptioner i stenen. Följet fortsatte resan till Liaodong i nordöstra delen av landet innan de återvände till huvudstaden Xianyang.
Qin Er Shi hade svårt få respekt i hovet, då ämbetsmännen var erfarna och såg ner på den unga kejsaren. Zhao Gao övertygade Qin Er Shi att agera kraftfullt och avrätta de som var olojala, vilket verkställdes och en hård utredning genomfördes där även prinsar avrättades. Qin Shi Huangdi hade påbörjat uppförandet av det stora Epangpalatset söder om Xianyang, men stor del av arbetskraften hade flyttats för att färdigställa Qin Shi Huangdis mausoleum. Qin Er Shi ansåg att graven var färdigställd och flyttade tillbaka arbetskraft till Epangpalatset där uppförandet återtogs.

## Upproren
209 f.Kr. gjordes uppror i landområdena som tidigare tillhört staten Chu. Chen Sheng utropade sig som kung av Chu och gjorde Chen (dagens Huaiyang) som sin huvudstad. Chen Sheng fick många anhängare, och upproret spred sig i de östra områdena. I andra forna feodalstater utropades också nya kungar, och Chen Sheng hade byggt upp en arme på flera hundra tusen soldater. 208 f.Kr. var rebellsstyrkorna nära huvudstaden och Qin Er Shi hade inte tillräckligt med soldater i närheten. Han benådade därför alla straffångar som jobbade på att slutföra Qin Shi Huangdis grav, och ombilda dem till soldater. Upproret slogs ner under ledningar general Zhang Han, och Chen Sheng dödades.
Qin Er Shi övergick till att fatta alla besluten tillsammans med Zhao Gao, och ämbetsmännen fick sällan audiens. På grund av de dyra och resurskrävande projekten med vägbyggen och Epangpalatset blev upproren och rebellerna dock fler och fler, och krävde ständiga militära motattacker. Ministrarna protesterade mot det kostsamma projekten, men Qin Er Shi lät sig inte påverkas utan straffade ministrarna och Li Si torterades, och avrättades senare.

## Död
207 f.Kr. stod slaget vid Julu (dagens Xingtai i Hebei) mellan Qin Er Shis styrkor ledda av Zhang Han och upprorsledaren och fältmarskalken Xiang Yu från Chu. Xiang Yu vann slaget och tillfångatog Zhang Han. Läget i huvudstaden började bli kritiskt och Zhao Gao ansåg att det behövdes en ny ledare. Med hjälp av sin brorson Yan Yue tvingade han kejsar Qin Er Shi till självmord. Zhao Gao tillsatte prins Ziying som kung av Qin. Eftersom imperiet till stora delar hade fallit ansåg Zhao Gao att titeln kejsare inte var passande.